# Alchemilla pascualis
Alchemilla pascualis é uma espécie de rosácea do gênero Alchemilla, pertencente à família Rosaceae.